# Orły z Bostonu
Orły z Bostonu (tyt. org. Boston Legal) – amerykański serial telewizyjny (komediodramat) nadawany w latach 2004–2008, w telewizji ABC stworzony przez Davida E. Kelleya, spin-off serialu Kancelaria adwokacka (The Practice). Serial uzyskał generalnie przychylne opinie amerykańskich krytyków, otrzymał również nominację do nagrody Emmy dla najlepszego serialu dramatycznego. W Polsce serial był emitowany przez telewizję Polsat.

## Produkcja
Początkowo serial nosił „roboczy” tytuł Fleet Street (Ul. Fleet), od nazwy ulicy w Bostonie (stan Massachusetts), przy której mieści się fikcyjna, filmowa kancelaria Crane, Poole & Schmidt. Następnie tytuł został zmieniony na The Practice: Fleet Street (Kancelaria przy ul. Fleet), jednak przed premierą serial otrzymał obecny tytuł. Budynek, w którym mieści się filmowa kancelaria, znajduje się przy ul. Boylston 500 (500 Boylston Street) i jest oddalony od ul. Fleet o ok. 2 km.

## Fabuła
Głównym wątkiem serialu są sprawy i relacje pomiędzy prawnikami z Bostonu. Każdy odcinek porusza pewien istotny, społeczny lub polityczny temat obecny w amerykańskim społeczeństwie (np. aborcja, prawo dotyczące posiadania broni, czy praktyki stosowane przez wielkie korporacje). Ważnym elementem serialu jest również spór dotyczący wizji Ameryki, pomiędzy konserwatywnym Dennym Crane'em a socjalliberalnym Alanem Shore'em.
W serialu aktorzy niejednokrotnie „burzą” czwartą ścianę, na przykład dając widzowi do zrozumienia, że wiedzą, że grają w serialu, czy ironicznie komentując fakt ciągłych zmian godziny i dnia emisji.

## Obsada
- James Spader – Alan Shore
- William Shatner – Denny Crane
- Candice Bergen – Shirley Schmidt (2005–2008)
- René Auberjonois – Paul Lewiston
- Mark Valley – Brad Chase (2004–2007)
- Julie Bowen – Denise Bauer (2005–2008)
- Christian Clemenson - Jerry Espenson (2005–2008)
- Gary Anthony Williams - Clarence (2006–2008)
- John Larroquette - Carl Sack (2007–2008)
- Tara Summers - Katie Lloyd (2007–2008)

## Drugoplanowe role
- Meredith Eaton-Gilden jako Bethany Horowitz
- Shelley Berman jako Judge Robert Sanders
- Betty White jako Catherine Piper
- Larry Miller jako Edwin Poole
- Parker Posey jako Marlene Stanger
- Currie Graham jako Frank Ginsberg
- Leslie Jordan jako Bernard Ferrion
- David Dean Bottrell jako Lincoln Meyer
- Michael J. Fox jako Daniel Post
- Kerry Washington jako Chelina Hall
- Freddie Prinze Jr. jako Donny Crane
- Tom Selleck jako Ivan Tiggs
- Henry Gibson jako Judge Clark Brown
- Christopher Rich jako Melvin Palmer

## Lista odcinków
| Sezon | Sezon | Odcinki | Oryginalna emisja   | Oryginalna emisja | Oryginalna emisja | Oryginalna emisja | Oryginalna emisja |
| Sezon | Sezon | Odcinki | Premiera sezonu     | Finał sezonu      | Premiera sezonu   | Finał sezonu      |                   |
| ----- | ----- | ------- | ------------------- | ----------------- | ----------------- | ----------------- | ----------------- |
|       | 1     | 17      | 3 października 2004 | 20 marca 2005     | 19 września 2010  | 27 września 2011  |                   |
|       | 2     | 27      | 27 września 2005    | 16 maja 2006      | 28 września 2011  | 4 listopada 2011  |                   |
|       | 3     | 24      | 16 września 2006    | 19 maja 2007      | 23 maja 2013      | 25 czerwca 2013   |                   |
|       | 4     | 20      | 25 września 2007    | 21 maja 2008      | 28 stycznia 2014  | 28 lutego 2014    |                   |
|       | 5     | 13      | 22 września 2008    | 8 grudnia 2008    | 4 marca 2014      | 25 marca 2014     |                   |

## Nagrody

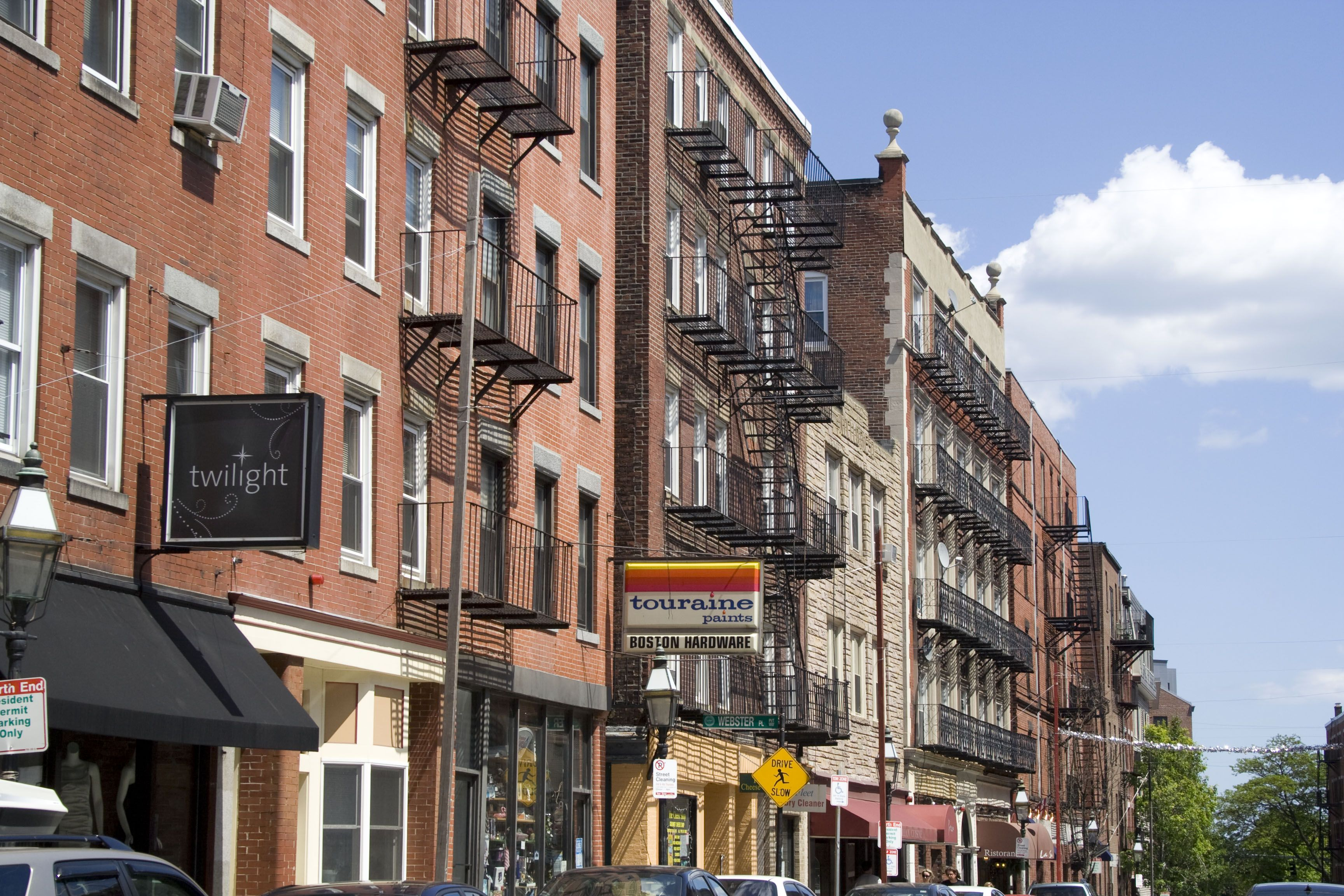
Fleet Street w Bostonie

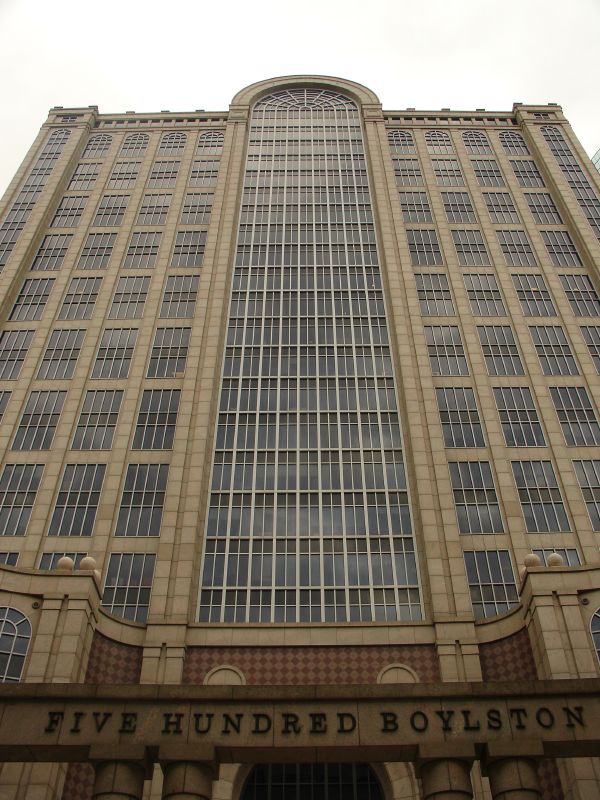
Gmach przy 500 Boylston Street - siedziba serialowej kancelarii Crane, Poole & Schmidt

- 2006: William Shatner (nominacja) Emmy najlepszy aktor drugoplanowy w serialu lub filmie telewizyjnym
- 2006: Michael J. Fox (nominacja) Emmy najlepszy aktor drugoplanowy w serialu lub filmie telewizyjnym
- 2005: James Spader (nominacja) Złoty Glob najlepszy aktor w serialu dramatycznym
- 2005: James Spader Emmy najlepszy aktor w serialu dramatycznym
- 2005: William Shatner Emmy najlepszy aktor drugoplanowy w serialu lub filmie telewizyjnym
- 2005: William Shatner Złoty Glob najlepszy aktor drugoplanowy w serialu lub filmie telewizyjnym
- 2004: William Shatner Złoty Glob najlepszy aktor drugoplanowy w serialu lub filmie telewizyjnym

- Źródło: filmweb